# Emmeram Kränkl
Emmeram Kränkl OSB (* 29. März 1942 in Klattau) ist emeritierter Abt der Benediktinerabtei St. Stephan in Augsburg. Seit seinem Rücktritt 2006 lebt er in der Benediktinerabtei Schäftlarn.

## Leben
Emmeram Kränkl, promovierter Theologe, empfing 1970 die Priesterweihe. Am 11. Oktober 1987 wählten ihn seine Mitbrüder zum 9. Abt der Abtei St. Stephan. Die Benediktion zum Abt erhielt Kränkl am 14. Dezember 1987. Am 23. Mai 2006 legte er sein Amt nieder.
In seine Amtszeit fielen umfangreiche Baumaßnahmen, die Abgabe der Trägerschaft des Gymnasiums bei St. Stephan an die Stadt Augsburg und die Eröffnung des Gästehauses St. Benedikt.
Für kurze Zeit (2005–2006) war Emmeram Kränkl auch Abtpräses der Bayerischen Benediktinerkongregation.
Er lebt heute im Kloster Schäftlarn und ist als Lehrer, Beichtvater, Firmspender und als kommissarischer Leiter der Portugiesischen Katholischen Mission in Augsburg tätig.

## Schriften
- Glaube & Vernunft. Christliche Philosophen aus zwei Jahrtausenden. Pustet, Regensburg 2018, ISBN 978-3-7917-2753-0, 328 Seiten.
- Die sieben letzten Worte Jesu am Kreuz: Andachten in der Fastenzeit. Werner Eizinger, Emmeram Kränkl; Pustet, Regensburg 2008, ISBN 978-3-7917-2104-0, 78 Seiten.
- Kirche und soziale Frage. Deutscher Katecheten-Verein, München 1980, ISBN 3-88207-213-X, 171 Seiten.
- Jesus, der Knecht Gottes: Die heilsgeschichtl. Stellung Jesu in d. Reden d. Apostelgeschichte. Pustet, Regensburg 1972, ISBN 3-7917-0334-X, 239 Seiten.